# Кожееды
Кожее́ды (лат. Dermestidae) — семейство насекомых из отряда жесткокрылых, включающее в себя около 600 видов. Многие виды являются опасными вредителями запасов животного и растительного происхождения, шелководства и музейных коллекций.

## Морфология
Небольшие жуки с длиной тела 1,3—12 мм, ширина от 0,5 до 5 мм. Тело овальной формы, реже удлинённой или почти круглой. Верх тела, как правило, выпуклый, низ более или менее уплощённый. Покровы пунктированы и покрыты волосками или чешуйками. Окраска преимущественно тёмно-коричневая и чёрная. Часто на надкрыльях имеются жёлтые или красноватые перевязи, но характерный для разных видов кожеедов пёстрый рисунок определяется не только цветом самой кутикулы, но и окраской покрывающих её чешуек и волосков.
Голова небольшая, наклонённая или вертикальная. На щеках имеется бороздка для вкладывания жгутика усика. Глаза умеренной величины, обычно слабо выступающие. Усики короткие булавовидные, крепятся перед глазами, у края лба, могут прятаться в глубокую щель на переднегруди. Число их члеников колеблется от 4 до 11.
Поверхность надкрылий лишена скульптурных образований. Крылья отсутствуют у видов из рода Thoriciodes и самок Thylodrias contractus. У самцов последнего вида наряду с совершенно бескрылыми жуками встречаются особи с развитыми и функционирующими крыльями, а также особи, у которых крылья находятся на разных этапах редукции. Лапки 5-члениковые.

## Размножение
Большинство кожеедов имеет однолетнюю генерацию. В южных районах России некоторые виды способны давать 2 поколения в год, у отдельных представителей Megatomini даже при благоприятных условиях развитие длится не менее 2 лет.

### Яйцо
Яйца откладываются самками небольшими группами в щели субстрата или на поверхность пищи. Яйца имеют форму удлинённых овоидов. Длина превышает ширину в 2—3 раза. На ранних этапах овогенеза они молочно-белого цвета, затем желтеют.

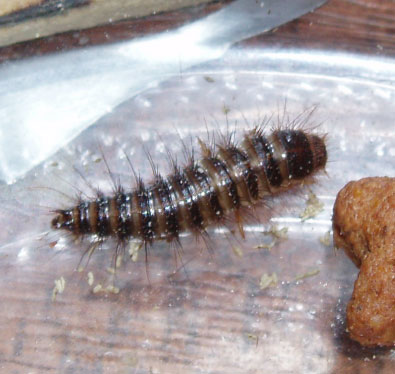
Личинка

### Личинка
У личинок тело овальное, веретеновидное или полуцилиндрическое. Верх тела всегда выпуклый, низ более или менее уплощённый. Личинки кожеедов подвижные, с жёсткими покровами, покрыты длинными торчащими волосками, часто с особенно крупным пучком волосков, образующих своеобразный «хвост». Продолжительность развития и число линек зависит от температуры окружающей среды и количества пищи. При оптимальных условиях происходит 5—7 линек.
Последний личиночный возраст длится около 2—3 недель. Ухудшение условий приводит к удлинению сроков развития и увеличению числа линек. Личинки большинства кожеедов чрезвычайно подвижны.

### Куколка
Куколка свободная. Продолжительность данной фазы развития от 4 до 20 дней.

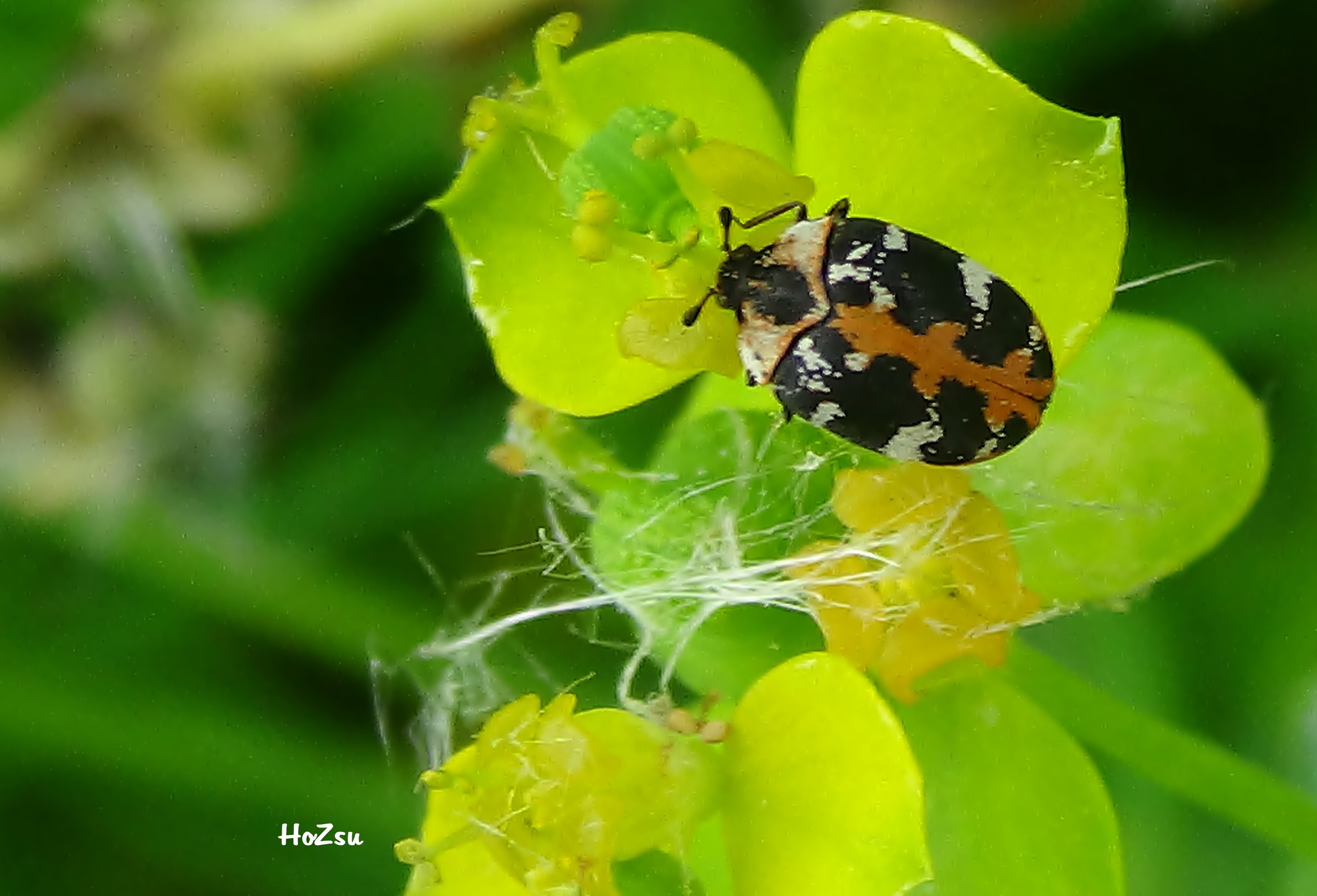
Кожеед норичниковый (Anthrenus scrophulariae) на молочае кипарисовом

## Особенности экологии
Кожееды населяют все географические зоны кроме тундры, наибольшей численности и видового разнообразия достигают в районах с сухим и жарким климатом — в пустынях и полупустынях. В лесах умеренной зоны обитает небольшое число видов, а в тропических лесах они почти полностью отсутствуют. Некоторые виды приурочены к горным ландшафтам.
Основная черта биологии кожеедов — их сухолюбивость.
Подавляющее большинство видов летают в дневные часы, но есть и активные в сумерках виды. Личинки активны круглосуточно.

## Особенности биологии
Питаются сухими веществами животного и растительного происхождения, некоторые виды поедают пыльцу. Большинство кожеедов из родов Anthrenus и Attagenus во взрослом состоянии питаются на цветках или не питаются вообще.
Большая часть видов обитает в сухих степях, полупустынях и пустынях. В природе заселяют подсохшие трупы животных, гнезда птиц, норы грызунов и некоторых хищников.
Многие кожееды связаны с насекомыми и частично с пауками. Значительная группа видов относится к числу симбионтов различных Hymenoptera. Некоторые из них развиваются в гнёздах шмелей, другие обитают в норах ос и пчёл, другие являются мирмекофилами.
Кроме симбионтов среди кожеедов есть виды, питающиеся трупами насекомых, но ведущие свободный образ жизни. Большинство из них развивается в дуплах и под корой деревьев, некоторые виды обитают в ветвях кустарников и в крупных травянистых растениях.
В личиночной фазе все представители семейства питаются сухими или подсыхающими субстратами, богатыми белками животного и редко — растительного происхождения. Некробионты из рода Dermestes развиваются за счёт трупов позвоночных животных. Некоторые виды питаются трупами беспозвоночных.
При опасности жуки поджимают конечности и усики к телу, падая вниз с субстрата на котором они находились.

## Практическое значение
Многие виды являются опасными вредителями запасов животного и растительного происхождения, шелководства и музейных коллекций. Вредят, нападая на различные запасы.
Часто повреждают кожи и кожевенное сырьё, меха, перо, шерсть и шерстяные изделия, мясо и мясные продукты, сыр, сухое молоко, сушёную и копчёную рыбу, клей, музейные экспонаты, чучела животных, зоологические и энтомологические коллекции, гербарии, переплёты книг, зерно и некоторые зерновые продукты.
В шелководстве кожееды уничтожают грену и сильно повреждают коконы тутового шелкопряда.
Почти все вредные виды встречаются и в жилых помещениях. В течение последних десятилетий кожееды стали основными вредителями запасов и предметов, содержащих вещества животного происхождения.

## Палеонтология
Древнейшие кожееды были найдены в отложениях средней юры Китая. В бирманском янтаре обнаружены волоски личинок кожеедов, прилипшие к иксодовым клещам, предположительно обитавшим в гнездах пернатых динозавров. Известны также из эоценового ровенского янтаря. 

## Классификация
В 2022 году проведена реклассификация семейства кожеедов.
- Подсемейство Orphilinae LeConte, 1861
  - Orphilus Erichson, 1846
  - Ranolus Blair, 1929

- Подсемейство Trinodinae Casey, 1900
  - Trinodini (= Trinoparvini)
    - Apsectus LeConte, 1854
    - Evorinea Beal, 1961
    - Trinodes Dejean, 1821
    - Trinoparvus Háva, 2004

  - Thylodriini (=Thylodriinae)
    - Thylodrias Motschulsky, 1839

  - Trichelodini
    - Hexanodes Blair, 1941
    - Trichelodes Carter, 1935
    - Trichodryas Lawrence & Ślipiński, 2005

- Подсемейство Trogoparvinae Zhou et al., 2022
  - Trogoparvus Háva, 2001
- Подсемейство Dermestinae Latreille, 1807
  - Dermestini
    - Dermestes Linnaeus, 1758
    - Derbyana Lawrence & Ślipiński, 2005
    - Dermestinus Zhantiev, 1967
    - Dermalius Háva, 2001
    - Montandonia Jacquet, 1886

  - Marioutini
    - Mariouta Pic, 1898
    - Rhopalosilpha Arrow, 1929

  - Thorictini (=Thorictinae Wollaston, 1854)
    - Afrothorictus Andreae, 1967
    - Macrothorictus Andreae, 1967
    - Thorictodes Reitter, 1875
    - Thorictus Germar, 1834

- Подсемейство Attageninae Laporte de Castelnau, 1840
  - Adelaidiini
    - Adelaidia Blackburn, 1891

  - Attagenini
    - Novelsis Casey, 1900
    - Lanorus Mulsant & Rey, 1868(= Paranovelsis Casey, 1900)
    - Attagenus Latreille, 1802
    - Aethriostoma Motschulsky, 1858
    - Katkaenus Háva, 2006
    - Telopes Redtenbacher, 1843

  - рода неясного положения
    - Adelaidella Zhou et al., 2020
    - Araphonotos Beal & Kadej, 2008
    - Apphianus Beal, 2005
    - Egidyella Reitter, 1899
    - Sefrania Pic, 1899
- Подсемейство Megatominae MLeach, 1815
  - Anthrenini (=Dermeanthrenini)
    - Anthrenus Geoffroy, 1762
    - Dermeanthrenus Háva, 2008

  - Ctesiini
    - Ctesias Stephens, 1830

  - Megatomini
    - Megatomina
      - Globicornis Latreille, 1829
      - Dearthrus LeConte, 1861
      - Hirtomegatoma Pic, 1931
      - Megatoma Herbst, 1791
      - Zhantievus Beal, 1992

    - Orphinina
      - Caccoleptus Sharp, 1902
      - Curtophinus Pic, 1954
      - Falsoorphinus Pic, 1931
      - Labrocerus Sharp, 1885
      - Orphinus Motschulsky, 1858 (= Jiriella Kitano, 2013)
      - Thaumaglossa Redtenbacher, 1867
      - Zahradnikia Háva, 2013

    - Trogodermina
      - Claviella Kalik, 1987
      - Cryptorhopalum Guérin-Méneville, 1838 (= Hemirhopalum Sharp, 1902)
      - Eurhopalus Solier in Gay, 1849 (= Sodaliatoma Háva, 2013, Reesa Beal, 1967, Neoanthrenus Armstrong, 1941, Anthrenocerus Arrow, 1915, Myrmeanthrenus Armstrong, 1945)
      - Phradonoma Jacquelin du Val, 1859
      - Trogoderma Latreille, 1821

  - рода неясного положения
    - Caccoleptoides Herrmann, Háva & Kadej, 2015
    - Paratrogoderma Scott, 1926
    - Turcicornis Háva, 2000
    - Valdesetosum Háva, 2015
    - Volvicornis Háva & Kalík, 2004

### Список на русском языке
1. Антренусы (Anthrenus Geoffroy)
  1. Кожеед тёмный (Anthrenus fuscus  Olivier)
  2. Музейный жук (Anthrenus museorum Linnaeus), Кожеед музейный
  3. Кожеед бедренцовый цветочный (Anthrenus pimpinellae Fabricius)
  4. Кожеед норичниковый (Anthrenus scrophulariae Linnaeus) [обыкновенный ковровый]
  5. Кожеед коровяковый (Anthrenus verbasci Linnaeus)
2. Аттагенусы (Attagenus Latreille)
  1. Кожеед ковровый (Attagenus megatoma Fabricius)
  2. Кожеед шубный (Attagenus pellio Linnaeus) [меховой]
3. Кожееды (род) (Dermestes Linnaeus)
  1. Кожеед чёрный (Dermestes ater De Geer)
  2. Кожеед двухцветный (Dermestes bicolor Fabricius)
  3. Кожеед Фриша (Dermestes frischi Kugelann)
  4. Ветчинный кожеед (Dermestes lardarius Linnaeus)
  5. Кожеед пятнистый (Dermestes maculatus De Geer)
  6. Кожеед рябой (Dermestes murinus Linnaeus)
  7. Кожеед перуанский (Dermestes peruvianus Laporte)
  8. Кожеед шиповатый (Dermestes vulpinus Fabricius)
4. Trogoderma Berthet
  1. Кожеед зерновой (Trogoderma granarium Everts)
  2. Кожеед разноцветный (Trogoderma versicolor Creutz)